# Искра (Купинский район)
Искра — деревня в Купинском районе Новосибирской области России. Входит в состав Новониколаевского сельсовета.

## География
Площадь деревни — 39 гектаров.

## Население
| 2002 | 2007 | 2010 |
| ---- | ---- | ---- |
| 101  | ↘58  | ↗62  |

## Инфраструктура
В деревне по данным на 2007 год отсутствует социальная инфраструктура.